# Березівка (притока Турчанки)
Бере́зівка — річка в Україні, у Корюківському й Сновському районах Чернігівської області. Ліва притока Турчанки (басейн Дніпра).

## Опис
Довжина річки 19 км. Похил річки — 0,89 м/км. Площа басейну 88,5 км².

## Розташування
Бере початок у Лебідді. Тече переважно на північний захід і у Чепеліві впадає у річку Турчанку, ліву притоку Снові. 
Населені пункти вздовж берегової смуги: Високе, Наумівка.